# Dimeatus attenuatus
Dimeatus attenuatus är en sjöpungsart som beskrevs av Sanamyan 200. Dimeatus attenuatus ingår i släktet Dimeatus och familjen Dimeatidae.
Artens utbredningsområde är Södra Ishavet. Inga underarter finns listade i Catalogue of Life.